# Мартин Фридек
Мартин Фридек (Храдец Кралове, 9. март 1969) бивши је чешки фудбалер.

## Каријера
Играо је за два клуба у чехословачкој лиги: Спарту из Прага и по повратку из иностранства за Теплице. Одиграо је 177 првенствених утакмица за Спарту и постигао 27 голова, у Теплицама је одиграо још 51 утакмицу и постигао два гола. Играо је за клубове у иностранству, али ни у Бајер Леверкузену ни у МСВ Дуизбургу није успео да се наметне и буде стандардни првотимац. Најбољи период каријере је провео у Спарти (1990—1997), са којом се пласирао у Лигу шампиона и у четвртфинале Купа победника купова. Укупно је одиграо 18 утакмица у УЕФА Лиги шампиона, 12 у Купу победника купова и 12 у Купу УЕФА. У европским куповима постигао је укупно три гола. Пет пута је био првак Чешке са екипом Спарте (1991, 1993, 1994, 1995, 1997), једном је освојио Куп Чехословачке (1992) и два пута Куп Чешке (1993, 1996). 
Одиграо је 37 утакмица у националном тиму, од тога 8 у дресу Чехословачке и 29 за независну Чешку. Постигао је 4 гола за државни тим, најважнији је несумњиво онај на квалификационој утакмици у Белорусији одиграној 7. октобра 1995, која је практично омогућила да чешки тим оде на Европско првенство 1996. у Енглеској. Био је део тима који је освојио сребрну медаљу на Европском првенству 1996. у Енглеској.
По завршетку играчке каријере тренирао је клубове у нижим такмичењима, између осталог и ФК Колин.

## Успеси

### Репрезентација
Чешка
- Европско првенство друго место: 1996.